# Dream Street
Dream Street is een Amerikaanse dramafilm uit 1921 onder regie van D.W. Griffith.

## Verhaal
Twee broers dingen om de hand van dezelfde vrouw in een arme wijk van Londen. Een Chinese gokbaas heeft ook zijn zinnen gezet op die vrouw. Als zij hem afwijst, wil hij haar laten opdraaien voor de moord op een van zijn medewerkers. 

## Rolverdeling
| Acteur              | Personage            |
| ------------------- | -------------------- |
| Carol Dempster      | Gypsy Fair           |
| Charles Emmett Mack | Billy McFadden       |
| Ralph Graves        | James Spike McFadden |
| Edward Peil sr.     | Swan Way             |
| Tyrone Power sr.    | Straatpredikant      |
| Morgan Wallace      | Gemaskerde violist   |